# JJ Smit
JJ Smit, eigentlich Johannes Jonathan Smit (* 10. November 1995 in Keetmanshoop), ist ein namibischer Cricketspieler und seit Februar 2012 Nationalspieler. Er ist ein All-rounder, linkshändiger medium-fast bowler und rechtshändiger Batter.

## Karriere
2011/12 stand Smit mit 15 Jahren erstmals in der U-19-Nationalmannschaft seines Heimatlandes. 2019 hatte er sein Debüt in der Nationalmannschaft. Beim ICC Men’s T20 World Cup 2021 war er Vizekapitän der Nationalmannschaft. 2021 war er kurzzeitig Mannschaftskapitän. Auch für den ICC Men’s T20 World Cup 2022 wurde er als Vizekapitän nominiert.
Am 10. April 2022 gelang Smit gegen die Ugandische Cricket-Nationalmannschaft im T20 der erste namibische Hattrick überhaupt.
Smit stand bei den Vancouver Knights in Kanada unter Vertrag.

## Rekorde
Mit 538 Runs in 20 One-Day Internationals ist Smit der zweiterfolgreichste Spieler Namibias. Mit 576 Runs in 29 Twenty20 liegt er auf Rang 4. Hinzu kommen 26 Wickets im ODI und 31 bei Twenty20, was Smit zum jeweils dritterfolgreichsten Bowler seines Heimatlandes macht (sämtlich Stand September 2022).